# La Ponte-Ecomuséu

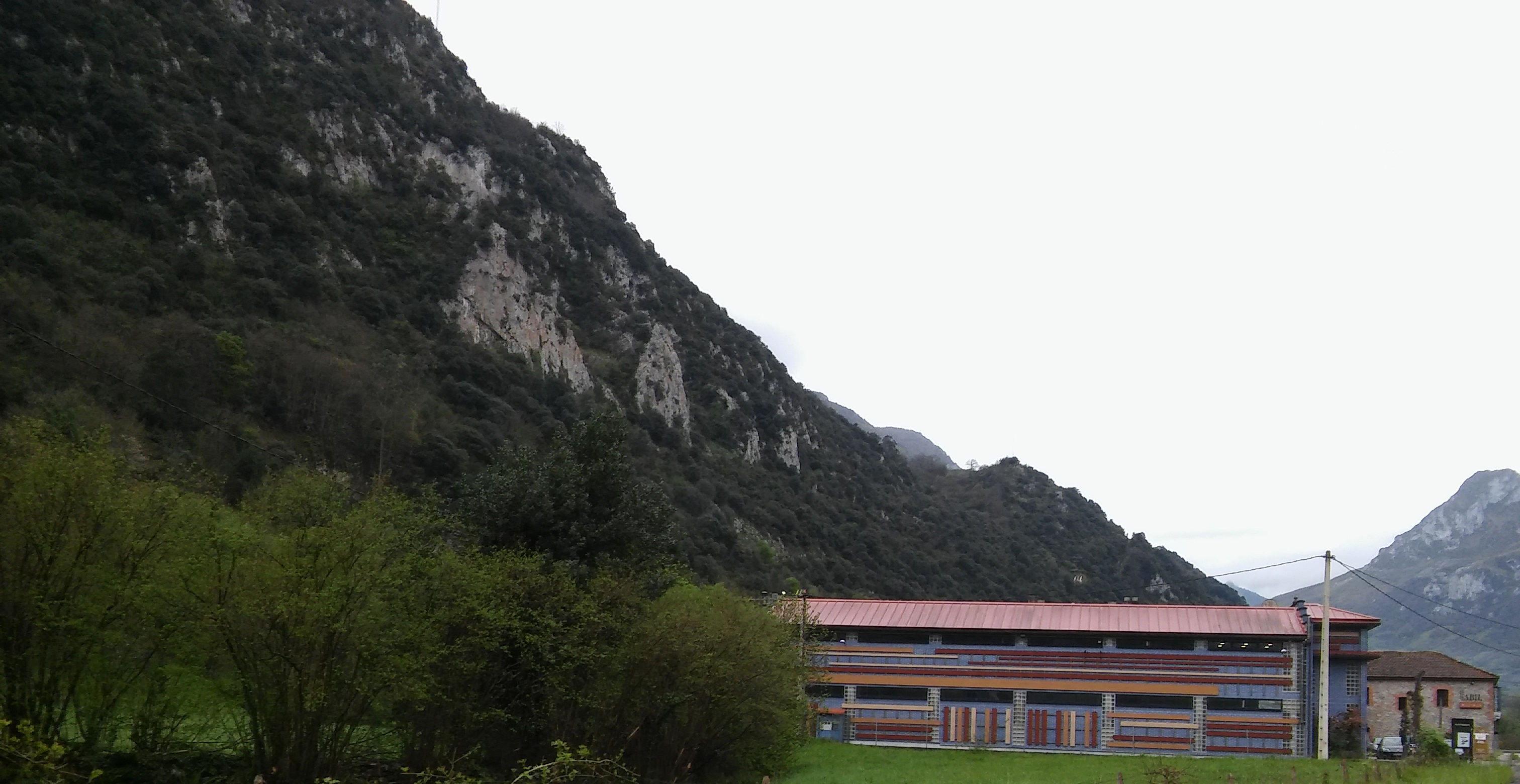
Sede de La Ponte-Ecomuséu

La Ponte-Ecomuséu es un ecomuseo situado en el concejo de Santo Adriano (Oviedo, Asturias), cuya sede se ubica en el Centro Tecnológico El Sabil del pueblo de Villanueva, al pie de la Senda del Oso. 

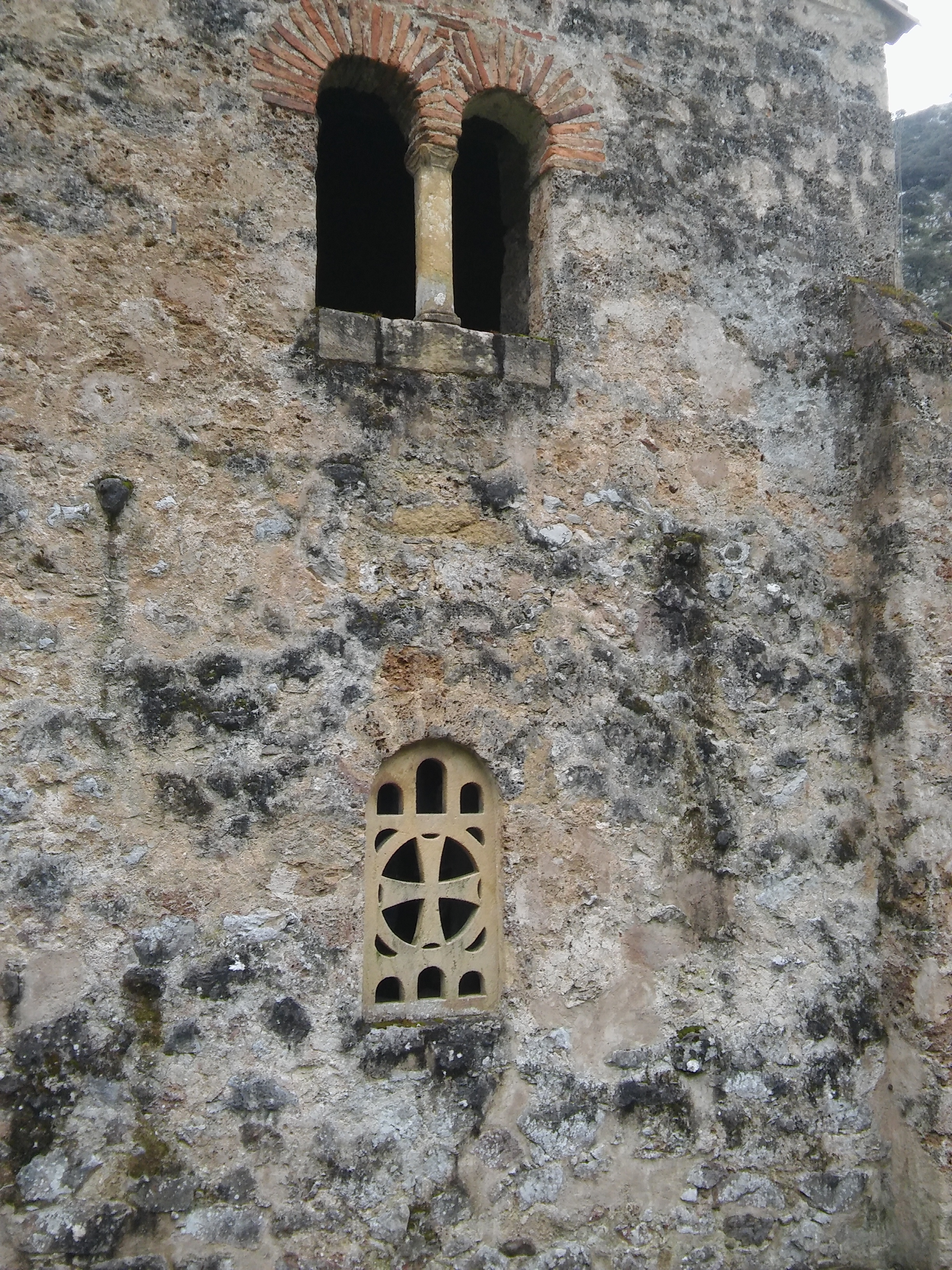
Detalle de los óculos de Santo Adriano de Tuñón. La Ponte-Ecomuséu

El museo tiene dos líneas de actuación bien delimitadas: por una parte, funciona como elemento de interpretación del territorio en el que se inserta; por otra, es un motor de desarrollo y fomento de la investigación, difusión y conservación del patrimonio cultural.

## Definición
Según consta en su web, la Ponte-Ecomuséu se define como 
“un ecomuseo donde se socializa el patrimonio cultural y se transmiten valores de respeto hacia las comunidades rurales y su cultura. Es además un espacio de encuentro, aprendizaje y dinamización donde se investiga, se realizan talleres y otro tipo de actividades, y donde se reflexiona sobre los problemas de nuestro entorno. El ecomuseo funciona como una red abierta a la colaboración con otras organizaciones.”

## Territorio

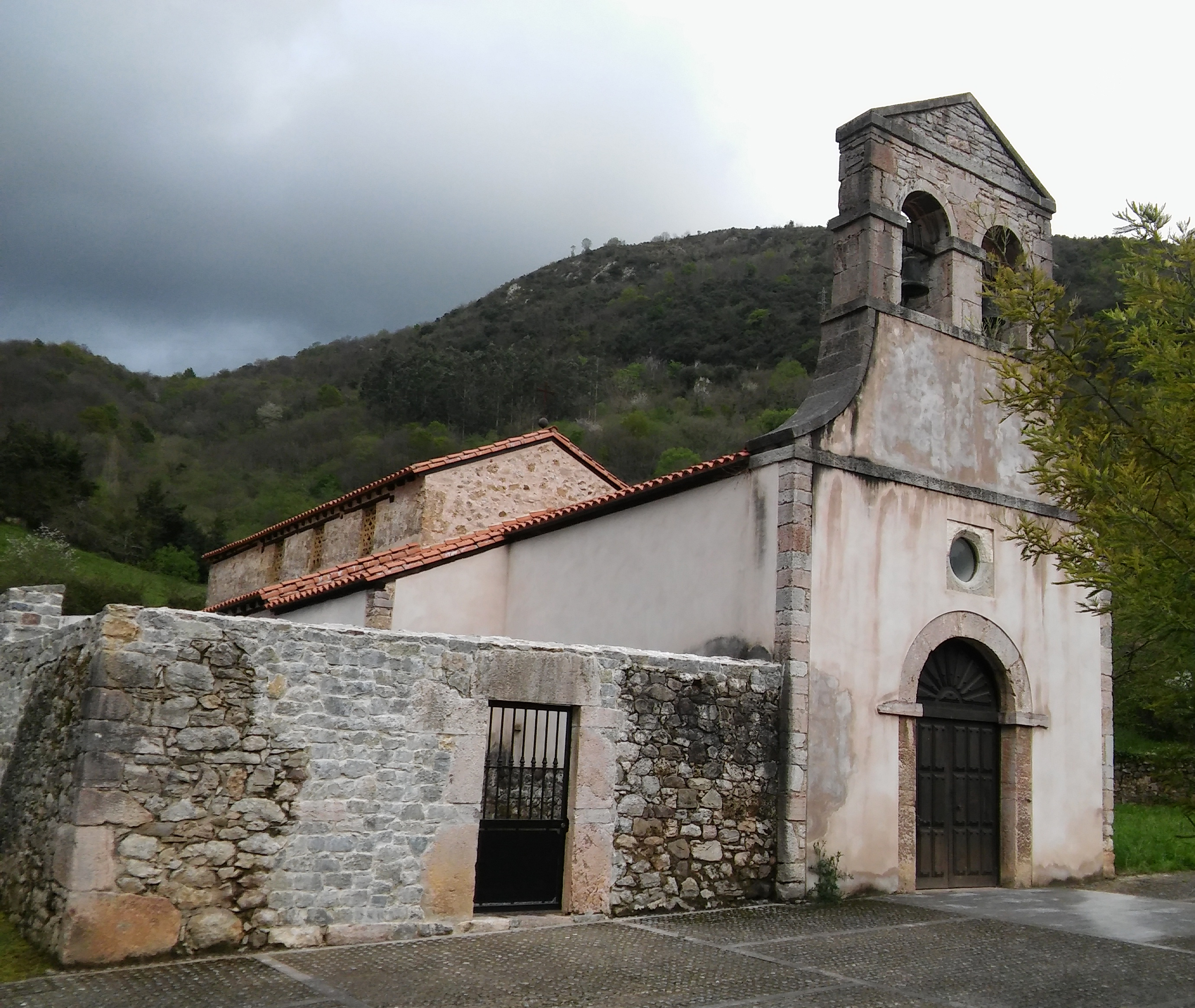
Santo Adriano de Tuñón es uno de los monumentos que pueden visitarse en el ecomuseo.

El ecomuseo es un complejo museístico autogestionado por la población local y abierto a la colaboración con otras organizaciones. Lo conforman los diferentes monumentos, conjuntos etnográficos o abrigos con arte prehistórico que se vertebran a través de visitas y rutas culturales en su propio contexto, entre los que se encuentran:
1. Casa campesina y hórreo (etnografía)
2. Iglesia de San Romano (arte románico)
3. Iglesia de Santo Adriano de Tuñón (arte prerrománico asturiano)
4. Abrigo paleolítico de Santo Adriano (arte rupestre)
5. Cueva del Conde (arte rupestre)
6. Molinos hidráulicos
7. Puente medieval
8. Lavadero
9. Caleras
10. Arquitectura tradicional
11. Construcciones ganaderas de media y alta montaña
12. Monumento Natural del Desfiladero de Las Xanas
13. Yacimientos arqueológicos
14. Minería de hierro (siglo XIX)

## Sede
La sede del ecomuseo se ubica en el Centro Tecnológico El Sabil, en Villanueva. En su interior se muestran exposiciones y, habitualmente, se desarrollan charlas, talleres, jornadas patrimoniales y una revista vinculada con la institución, Cuadiernu.  Además cuenta con un espacio para investigadores con acceso a biblioteca y publicaciones.

## Premios
En 2016 La Ponte-Ecomuséu recibe el premio "Leading Culture Destinations" en la categoría de "Best Soft Power Cultural District Award", entregado en Londres. Los premios LCD son considerados en el ámbito de la Museología como los "Óscars de los Museos". La decisión del jurado para conceder al ecomuseo este galardón internacional se fundamenta en poseer un proyecto de innovación social, sostenible y resiliente.
En 2019 recibe el Premio Hispania Nostra a las Buenas Prácticas en la Conservación del Patrimonio Cultural en la categoría de “Intervención en el Territorio o en el Paisaje”. El jurado quiere destacar con este premio el apoyo a la movilización y la implicación de la comunidad local lograda con esta iniciativa, para poner en valor un patrimonio que se encontraba en riesgo, además de crear actividad económica y empleo en la localidad.